# 基面
基面是在天球座標系統中將球面平分為兩個半球的平面。一個點的高度角是量取這個點與球面中心點連線和這個平面所夾的角度。
對地球的地理座標系統，基面是赤道。不同的天球座標系統有不同的基面：
- 赤道座標系統使用天赤道；
- 黃道座標系統使用黃道；
- 銀河座標系統使用銀河；
- 地平座標系統使用地平面。